# Тэатральны куфар
«Тэатральны куфар» — международный фестиваль студенческих театров, один из наиболее крупномасштабных межкультурных проектов Белорусского государственного университета (далее — БГУ). Проводится ежегодно с 2004 года. За девять лет существования в фестивале приняли участие лучшие театральные студенческие коллективы из 45 стран мира.
Девиз фестиваля — «Традиции. Поиск. Эксперимент».
По итогам многолетней активной деятельности авторского коллектива в развитии театрального искусства Международной ассоциацией университетских театров (AITU-IUTA) было доверено проведение в Беларуси в 2012 г. IX Всемирного конгресса университетских театров, который включал в себя научную конференцию, образовательный форум и фестиваль «Тэатральны куфар».
Впервые в истории Беларуси, со 2 по 6 июля 2012 г., театральный съезд такого масштаба собрал ведущих профессионалов из 61 высшего учебного заведения 33 стран мира: Аргентина, Бангладеш, Белоруссия, Бельгия, Болгария, Бразилия, Великобритания, Германия, Грузия, Испания, Италия, Канада, Китай, Корея, Литва, Мексика, Нидерланды, Молдова, Польша, Португалия, Россия, Румыния, Сербия, США, Турция, Украина, Уругвай, Филиппины, Франция, Хорватия, Чили, Швейцария, Эстония. Было представлено 76 научных работ (из них, 17 — студенческих) и 12 спектаклей.
Почетными гостями конгресса стали генеральный секретарь Международного института театра ЮНЕСКО Тобиас Бьянконе, президент Международной ассоциации университетских театров Жан-Жак Ларрю, глава кафедры театра и культуры цивилизаций ЮНЕСКО Корнелиу Думитриу и известный российский театральный критик Павел Руднев.
В 2011 году фестиваль стал обладателем серебряной медали профессионального конкурса «БРЕНД ГОДА».